# Jean de Chourses

Wappen Patri de Chourses

Jean de Chourses (* wohl vor 1524; † 30. Oktober 1609 in Malicorne) war Seigneur de Malicorne und Gouverneur des Poitou.

## Leben
Jean de Chourses war der einzige Sohn von Félix de Chourses, Seigneur de Malicorne, Aubigny und Faye, und Madeleine Baïf. Am 15. September 1544 heiratete er Marie Auvé († 1577), Dame de La Génetay, Witwe von Madelon de Brie-Sérant; die Ehe blieb wohl kinderlos. Seine Schwester Marguerite heiratete am 14. Januar 1545 Charles de Beaumanoir, Seigneur de Lavardin., und ist die Mutter von Jean de Beaumanoir, Marschall von Frankreich, 1601 Marquis de Lavardin.
1560 war er Écuyer des Königs Karl IX. und Capitaine des 50 lances de ses ordonnances. 1561 verkauft er die Herrschaften Aubigny und Faye an Louis de Rochechouart, Seigneur de Montpipeau, Kammerherr des Herzogs von Orléans.
Nach dem Massaker von Wassy hatten sich die Protestanten aus dem Gâtinais orléanais, die keinen Feldzug durchführen konnten, in großer Zahl nach Montargis zurückgezogen, der Apanage von Renée de France, Herzogin von Ferrara, Tochter des verstorbenen Königs Ludwig XII., in der Hoffnung, dort Asyl zu finden. Der Herzog von Guise, der Schwiegersohn der Herzogin, schickte Malicorne mit vier Kavalleriekompanien dorthin, anscheinend um seine Schwiegermutter vor jeder Revolte zu schützen, in Wirklichkeit aber, um die Stadt und das Schloss zu erobern. Die Bewohner der Stadt öffneten ihm die Tore und begannen, ermutigt durch die Anwesenheit der katholischen Truppen, die Hugenotten zu misshandeln, die in der Burg Zuflucht suchten, wo Malicorne sie verfolgen wollte. Da die Garnison sich aber weigerte, sich zu ergeben, musste er sich zurückziehen. Im gleichen Jahr war Malicorne Gentilhomme ordinaire de la chambre du roi und Caterina de’ Medici wies ihn an, Don Diego, der in Frankreich die ersten Truppen anführte, die Philipp II. zur Unterstützung Karls IX. gesandt hatte, ins Feldlager des Königs zu führen.
1568 kämpfte er bei der Combat du Levée nahe Saumur, in der Sébastien de Luxembourg, Vicomte de Martigues und Gouverneur der Bretagne, die Protestanten unter Andelot und La Noue schlug. In der Schlacht bei Jarnac vom 13. März 1569 kommandierte Malicorne eine Schwadron Lanzen. Am 3. Oktober 1569 kommandierte er in der Schlacht bei Moncontour unter Gui de Daillon, Comte du Lude und Gouverneur des Poitou, die Kavallerie der königlichen Armee. Im Oktober 1570 reiste er als Gesandter Caterina de’ Medicis nach Spanien, um König Philipp II. die Glückwünsche Frankreichs zu seiner Hochzeit mit Anna von Österreich zu überbringen. 1572 kämpfte seine Kompanie im Poitou, um den Comte du Lude als Gouverneur des Poitou zu unterstützen. Am 4. September 1572 befahl Karl IX. Gui du Lude, den Protestanten entgegenzutreten, falls sie sich erheben sollten, und zu diesem Zweck alle Truppen zu sammeln, die er zusammenstellen könne. Seine Unterkommandeure waren Lansac, La Fayette, Malicorne, Vassé, La Vauguyon, der Comte de Ventadour etc.
1573 nahm er an der Belagerung von La Rochelle und an den anschließenden Vertragsverhandlungen gemeinsam mit den Comtes de Suze, de Retz et de La Vauguyon. 1574 diente er unter Jacques Goyon, Sire de Matignon, Comte de Thorigny, genannt Marschall Matignon, im Normandie-Feldzug gegen den Comte de Montgomery und nahm an den Belagerungen von Saint-Lô (wo er mit La Meilleraye ein Kavalleriekorps kommandierte) und Domfront teil. 1575 kämpfte er unter dem Kommando des Comte du Lude gegen die Malcontents des François d’Alençon in Dreux, gemeinsam mit René de Tournemine, Seigneur de La Hunaudaye und Lieutenant-général der Bretagne.
Am 31. Dezember 1578 wurde er Gründungsmitglied des Ordens vom Heiligen Geist. Am 14. Juli 1578 heiratete er in zweiter Ehe heiratete Françoise de Daillon la jeune, Tochter von Jean III. de Daillon, 1. Comte du Lude, und Anne de Batarnay, und Schwester seines langjährigen Kommandeurs Gui de Daillon. Auch aus dieser Ehe bekam er keine Kinder.
Von 1585 bis zum 13. Dezember 1603 war er Gouverneur des Poitou als Nachfolger seines Schwagers, des Comte du Lude. Er starb am 30. Oktober 1609 in Malicorne. Seine Schwester Marguerite, die Marquise de Lavardin, wurde seine Erbin.